# Фельдкирх (округ)
Фельдкирх (нем. Bezirk Feldkirch) — округ в Австрии. Центр округа — город Фельдкирх. Округ входит в федеральную землю Форарльберг. Занимает площадь 278,26 кв. км. Население 100 705 чел. Плотность населения 362 человек/кв.км.

## Города и общины
Общины
Города
1. Фельдкирх (31 833)

Ярмарки
1. Ранквайль (11 614)
2. Фрастанц (6 309)
3. Гётцис (10 454)

Общины
1. Альтах (6 245)
2. Дюнс (395)
3. Дюнзерберг (154)
4. Фраксерн (689)
5. Гёфис (2 981)
6. Клаус (3 500)
7. Коблах (4 157)
8. Латернс (734)
9. Медер (3 330)
10. Майнинген (1 957)
11. Рёнс (310)
12. Рётис (2 037)
13. Заттайнс (2 642)
14. Шлинс (2 235)
15. Шнифис (758)
16. Зульц (2 309)
17. Иберзаксен (608)
18. Фикторсберг (397)
19. Вайлер (1 874)
20. Цвишенвассер (3 206)